# 고창 수동리 팽나무

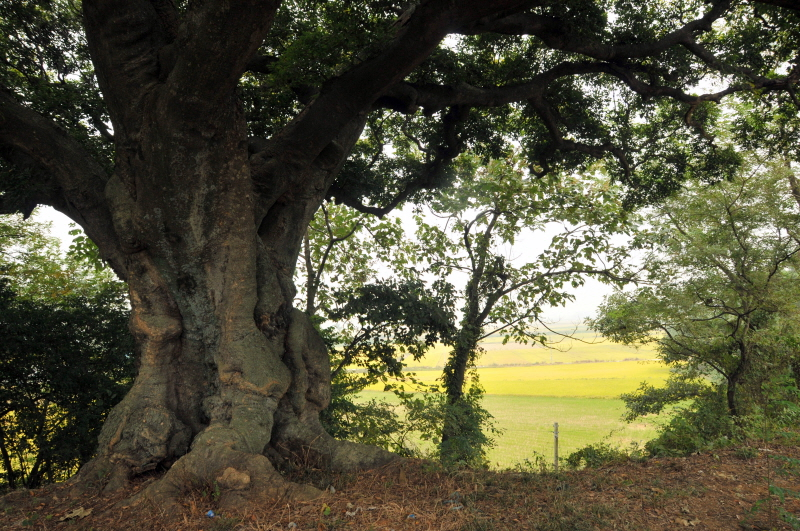
고창 수동리 팽나무

고창 수동리 팽나무는 대한민국 전북특별자치도 고창군 부안면 수동리에 있는 팽나무이다. 대한민국의 천연기념물 제494호로 지정되어 있다.
수동리 대동마을 앞에 서 있으며, 나이는 400살쯤 된다. 서쪽으로는 복분자딸기 밭이 있고 동쪽으로는 간척지가 있다. 나무 크기는 높이 11.6미터, 뿌리 줄기 둘레 8.6미터, 가슴 높이 둘레 6.6미터, 가지 뻗음은 동서 25미터, 남북 20미터에 이른다. 한국에서 가장 굵은 팽나무이다. 나무의 모양새는 전체적으로 타원형이면서 높이에 비하여 옆으로 넓게 퍼져 커다란 우산을 펼쳐 놓은 듯하다. 8월 보름에 이 나무 주변에 마을 사람들이 모여 당산제와 줄다리기 등 민속놀이를 벌이면서 마을의 안녕과 풍년을 기원하던 당산나무이며, 간척지 매립 전에는 이 팽나무 앞까지 바닷물이 들어와 배를 묶어 두었던 나무였다.